# Igor Grosu
Igor Grosu (ur. 30 listopada 1972 w Andrușul de Sus) – mołdawski polityk i działacz społeczny, w latach 2012–2015 wiceminister edukacji, przewodniczący Partii Akcji i Solidarności (PAS), deputowany, a od 2021 przewodniczący Parlamentu Republiki Mołdawii.

## Życiorys
W 1995 ukończył historię na Państwowym Uniwersytecie Mołdawskim. W 2010 podjął studia doktoranckie na Universitatea Pedagogică de Stat „Ion Creangă”  w Kiszyniowie. W latach 90. był prezesem stowarzyszenia PRO Democraţia. Później pełnił funkcje koordynatora wydziału w centrum organizacji pozarządowych „CONTACT” i sekretarza krajowej rady młodzieży. Zasiadał w radzie mołdawskiego oddziału Amnesty International. Od 2003 obejmował różne stanowiska w administracji rządowej, pracował też przy projektach UNDP. W latach 2009–2012 był głównym ekspertem w mołdawskiej kancelarii państwa.
W 2012 objął stanowisko wiceministra edukacji, gdy resortem tym kierowała Maia Sandu. Funkcję tę pełnił do 2015. Kontynuował współpracę ze swoją byłą przełożoną – dołączył do założonej przez nią Partii Akcji i Solidarności, obejmując w niej stanowisko pierwszego wiceprzewodniczącego. W wyborach w 2019 uzyskał mandat posła do Parlamentu Republiki Mołdawii, w którym stanął na czele frakcji deputowanych PAS. W grudniu 2020 przejął wykonywanie obowiązków przewodniczącego swojego ugrupowania, gdy z kierowania nim zrezygnowała wybrana na prezydenta Mołdawii Maia Sandu.
W wyborach w 2021 był liderem listy wyborczej PAS, która uzyskała ponad połowę mandatów w parlamencie. Igor Grosu z powodzeniem ubiegał się wówczas o poselską reelekcję. 29 lipca 2021 wybrany na przewodniczącego mołdawskiego parlamentu. W maju 2022 wybrany na przewodniczącego PAS.

## Odznaczenia
- Order Księcia Jarosława Mądrego II klasy (Ukraina, 2023)[7]